# 魏照坤
魏照坤（1995年1月25日—），出生于新疆库尔勒，是一名中国足球运动员，司职中场。目前效力于中乙球队武汉三镇。

## 俱乐部生涯
魏照坤从小在库尔勒市第五小学读书。2007，年仅12岁的魏照坤被召入新疆体育职业技术学院足球队。2008年代表新疆在四川乐山参加全国U15锦标赛后被招进浙江绿城俱乐部梯队作为主力效力至今，曾代表浙江参加中华人民共和国第十二届全国运动会18岁以下年龄男子组足球比赛，并获得亚军。2014年入选U19国家集训队，备战2014年亚洲青年足球锦标赛决赛。
2016年2月，中甲球队武汉卓尔宣布租借魏照坤一年。2017年1月，魏照坤正式转会至武汉卓尔，征战当年中甲联赛。

## 外部連結
- 魏照坤在Soccerway.com（英语）
- 魏照坤在WorldFootball.net（英语）
- 魏照坤在Transfermarkt（英语）